# Andreas Benincasa
Andreas Benincasa (15. század), Magyarországon élő olasz diplomata, térképész.

## Élete
Anconai származású, Mátyás király szolgálatában állott Budán, ki őt olaszországi követségekre használta.

## Műve
Kézirati munkája: Charta nautica anni 1474. az Országos Széchényi Könyvtárban; egy 1480-iki példánya megvan a bécsi Osztrák Nemzeti Könyvtár kéziratai közt. (A Fekete tenger, a Közép-tenger, a németországi s az Atlanti-óceán tengerpartjai vannak lerajzolva.)